# Vine Hill (California)
Vine Hill es un lugar designado por el censo ubicado en el condado de Contra Costa en el estado estadounidense de California. En el año 2000 tenía una población de 3,260 habitantes y una densidad poblacional de 269.4 personas por km².

## Geografía
Vine Hill se encuentra ubicado en las coordenadas 38°0′N 122°5′O / 38.000, -122.083. Según la Oficina del Censo, la ciudad tiene un área total de 12,1 km² (4,7 mi²), de la cual 12,1 km² (4,7 mi²) es tierra y 0 km² (0 mi²) (0%) es agua.

## Demografía
Según la Oficina del Censo en 2000 los ingresos medios por hogar en la localidad eran de $48,125, y los ingresos medios por familia eran $53,750. Los hombres tenían unos ingresos medios de $38,869 frente a los $31,875 para las mujeres. La renta per cápita para la localidad era de $17,985. Alrededor del 6.6% de la población estaban por debajo del umbral de pobreza.